# James Wilby (natation)
Ne doit pas être confondu avec James Wilby.
James Wilby, né le 12 novembre 1993 à Glasgow, est un nageur britannique, spécialiste de la brasse.
Il remporte le 200 m brasse lors des Jeux du Commonwealth de 2018.
Lors des Championnats d’Europe 2018, dans sa ville natale, il remporte la série no 4 du 100 m brasse en établissant son nouveau record personnel avec 59 s 12, puis il se qualifie aisément pour la finale avec le 2e meilleur temps de 59 s 23. Durant la finale, il remporte la médaille d'argent avec 58 s 54, le 3e meilleur temps de tous les temps, derrière le record du monde d'Adam Peaty en 57 s 10.

## Palmarès

### Jeux olympiques
- 2020 à Tokyo,  Japon
  -  Médaille d'argent du 4 × 100 m quatre nages

### Championnats du monde
- 2019 à Gwangju,  Corée du Sud
  -  Médaille d'or du 4 × 100 m quatre nages (participe uniquement aux séries)
  -  Médaille d'argent du 100 m brasse
  -  Médaille de bronze du 4 × 100 m quatre nages mixte (participe uniquement aux séries)
- 2022 à Budapest,  Hongrie
  -  Médaille de bronze du 4 × 100 m quatre nages
- 2024 à Doha,  Qatar
  -  Médaille de bronze du 4 × 100 m quatre nages mixte (participe uniquement aux séries)

### Championnats d'Europe
- 2018 à Glasgow,  Royaume-Uni
  -  Médaille d'argent du 100 m brasse
  -  Médaille d'argent du 200 m brasse
  -  Médaille d'or du 4 × 100 m quatre nages

- 2020 à Budapest,  Hongrie
  -  Médaille de bronze du 100 m brasse
  -  Médaille d'or du 4 × 100 m quatre nages

- 2022 à Rome,  Italie
  -  Médaille d'or du 200 m brasse
  -  Médaille de bronze du 4 × 100 m quatre nages mixte